# Beaumont-le-Roger
Beaumont-le-Roger es una localidad y comuna francesa situada en la región de Alta Normandía, departamento de Eure, en el distrito de Bernay. Es el chef-lieu del cantón de su nombre.

## Demografía
| 949 | 1 237 | 1 582 | 1 768 | 2 063 | 2 317 | 2 044 | 2 030 | 2 044 | 2 099 | 2 099 | 1 985 | 1 984 | 1 951 | 1 909 | 1 886 | 1 895 | 1 915 | 1 917 | 2 092 | 2 201 | 2 043 | 2 070 | 2 020 | 1 991 | 2 175 | 2 740 | 2 871 | 2 828 | 2 711 | 2 694 | 2 818 |
| Para los censos de 1962 a 1999 la población legal corresponde a la población sin duplicidades (Fuente: INSEE [Consultar]) |       |       |       |       |       |       |       |       |       |       |       |       |       |       |       |       |       |       |       |       |       |       |       |       |       |       |       |       |       |       |       |

## Geografía
La comuna de Beaumont-le-Roger se encuentra en el valle del Risle, junto a un bosque del mismo nombre.
Está atravesada por el ferrocarril de París - Cherburgo.
El bosque de Beaumont tiene una superficie de unas 3.600 ha, y se extiende por territorios pertenecientes a cuatro comunas. Constituye la mayor extensión forestal privada de Normandía. El bosque rodea el núcleo de la población al oeste y al sur. Por ello las principales carreteras de acceso vienen del noreste (desde Le Neubourg) y desde el este (desde Évreux). El ferrocarril discurre de sureste a noroeste siguiendo el curso del Risle.
Los cursos de agua más importantes de la comuna son el Bave, el Risle, y el Abyme. Las fuentes de este último se encuentran en territorio de la comuna.

## Economía
La comuna dispone de una zona industrial con una superficie de seis hectáreas.
Destaca la presencia de la empresa Schneider Electric.
Dispone de cuatro centros de enseñanza: una escuela maternal, una primaria, un collège y un grupo escolar privado.

## Historia
Debido a la proximidad de un importante campo de aviación instalado por los alemanes, durante la Segunda Guerra Mundial, Beaumont-le-Roger fue bombardeada en repetidas ocasiones. Más de la mitad de la población resultó destruida, y la iglesia de San Nicolás (Saint-Nicolas), muy dañada, hubo de ser reconstruida en gran parte. Por todo ello la población recibió la Cruz de Guerra 1939-1945.

## Hermanamientos
- Alemania, Obersulm
- Reino Unido, Wotton-under-Edge